# Ґрабек (Великопольське воєводство)
Ґрабек (пол. Grabek) — село в Польщі, у гміні Мицелін Каліського повіту Великопольського воєводства.
У 1975-1998 роках село належало до Каліського воєводства.